# Ischiopsopha ruteri
Ischiopsopha ruteri är en skalbaggsart som beskrevs av Allard 1995. Ischiopsopha ruteri ingår i släktet Ischiopsopha och familjen Cetoniidae. Inga underarter finns listade i Catalogue of Life.